# Ефорије
Ефорије (рум. Eforie, тур. Kanara) је варош у округу Констанца у југоисточном делу Румуније и историјској покрајини Добруџа. Седиште вароши је насеље Ефорије Суд.
Ефорије је једно од најпознатијих туристичких одредишта на румунској обали Црног мора. Посебна предност вароши је близина града Констанце, па је варош постао стециште викенд-туризма његових грађана.

## Географија
Ефорије је смештен у средишњем делу Добруџе. Од најближег већег града, Констанце (чије је предграђе), варош је удаљен 15 километара јужно, а од главног града Букурешта, 230 километара источно.
Варош на налази на румунској делу Црног мора. Има посебно занимљив положај на превлаци између мора и приобалног језера Текиргиол, па га превлака дели на јужни и северни део.

## Становништво и насеља
| 1948. | 1958. | 1966. | 1977. | 1992. | 2002. | 2011. | 2021. |
| ----- | ----- | ----- | ----- | ----- | ----- | ----- | ----- |
| 1.503 | 3.286 | 6.617 | 9.507 | 9.316 | 9.465 | 9.473 | 8.630 |

Ефорије је на попису 2021. године имао 8.630 становника, за 843 мање (-8,90%) од претходног пописа 2011. године када је било 9.473 становника.
Већину становништва чине Румуни (65,91%), а од мањина највише има Татара (3,16%), Турака (0,72%) и Рома (0,31%). 
| Етнички састав према попису из 2021.‍ | Етнички састав према попису из 2021.‍ | Етнички састав према попису из 2021.‍ | Етнички састав према попису из 2021.‍ | Етнички састав према попису из 2021.‍ |
| ------------------------------------ | ------------------------------------ | ------------------------------------ | ------------------------------------ | ------------------------------------ |
|                                      |                                      |                                      |                                      |                                      |
| Румуни                               | Румуни                               |                                      | 5.688                                | 65,91%                               |
| Татари                               | Татари                               |                                      | 273                                  | 3,16%                                |
| Турци                                | Турци                                |                                      | 62                                   | 0,72%                                |
| Роми                                 | Роми                                 |                                      | 27                                   | 0,31%                                |
| Мађари                               | Мађари                               |                                      | 9                                    | 0,10%                                |
| Руси-Липовани                        | Руси-Липовани                        |                                      | 6                                    | 0,07%                                |
| Немци                                | Немци                                |                                      | 5                                    | 0,06%                                |
| Италијани                            | Италијани                            |                                      | 4                                    | 0,05%                                |
| Украјинци                            | Украјинци                            |                                      | 3                                    | 0,03%                                |
| Остали                               | Остали                               |                                      | 6                                    | 0,07%                                |
| Непознато                            | Непознато                            |                                      | 2.547                                | 29,51%                               |

### Насеља
Варош се састоји из 2 насеља.
| Насеље        | Изворни назив | Број становника | Број становника | Број становника |
| Насеље        | Изворни назив | 2002.           | 2011.           | 2021.           |
| ------------- | ------------- | --------------- | --------------- | --------------- |
| Ефорије Норд  |               | 4.748           | 5.188           | 4.908           |
| Ефорије Суд   |               | 4.717           | 4.285           | 3.722           |
| Варош Ефорије |               | 9.465           | 9.473           | 8.630           |